# Nowy Dwór Gdański
Nowy Dwór Gdański este un oraș în Voievodatul Pomerania, Polonia. Orașul are aproximativ 10.000 de locuitori, fiind reședința Județului Nowy Dwór Gdański.